# 三張犁
三張犁，又稱三犁，為臺北古地名之一，位於現今台北市信義區。
地名由來與清治據期開墾臺灣的墾照有關。清廷發放墾照時，常使用犁作為面積單位，而一犁耕地面積約有五甲地。因為該地區開墾區域面積為「三犁」十五甲，故稱為三張犁。

## 歷史

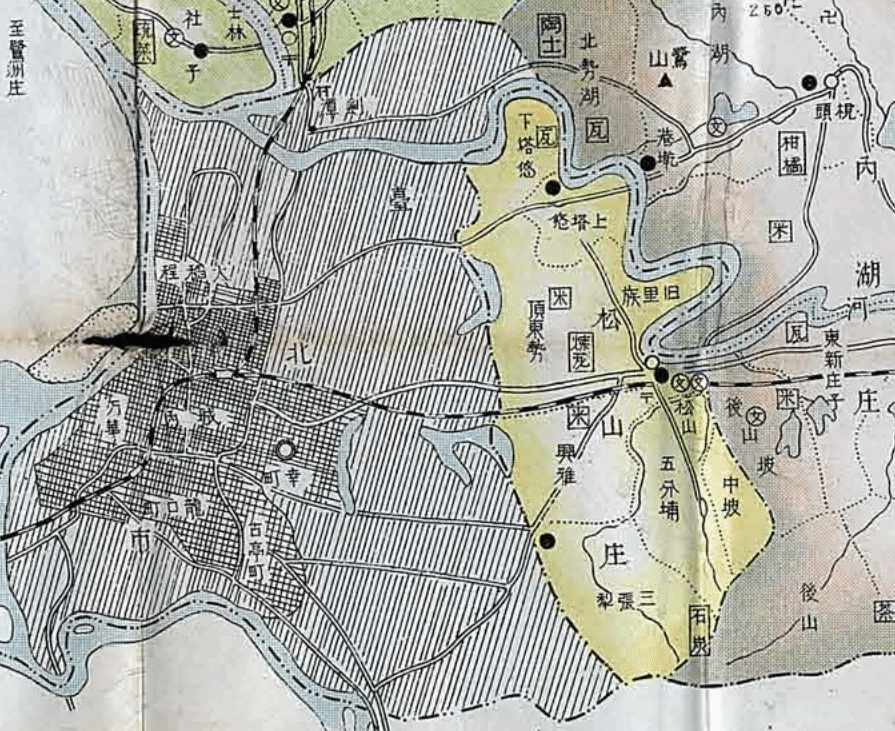
隸屬臺北州七星郡松山庄的三張犁大字，該區標示為「石炭產地」（1932年七星郡管內圖）

台灣清治末期至日治前期，該地區為一街庄，稱為「三張犁庄」，隸屬於大加蚋堡。該庄北與興雅庄為鄰，東北與五分埔庄的永春陂為鄰，東南邊隔著拇指山與後山庄相對，南邊為陂內坑庄，西南邊鄰接六張犁庄，西北邊接大安庄。
1901年（日治明治三十四年）11月，該庄隸屬於臺北廳，編為第五區。1906年（明治三十九年）1月，第五、六兩區合併，並改名「錫口區」。1920年（大正九年）三張犁庄改制為「三張犁」大字，隸屬於臺北州七星郡松山庄。1938年4月，松山庄併入州轄市臺北市。
戰後臺北市改制為省轄市。1946年2月臺北市劃分為10個區，三張犁地區隸屬松山區，劃分為石景里、三張里、三犁里等，在瑠公農田水圳以東為三張里、以西為石景里。1968年7月臺北市改制為院轄市。1990年3月，臺北市各區重劃，三張犁地區改隸信義區。

## 區內地標

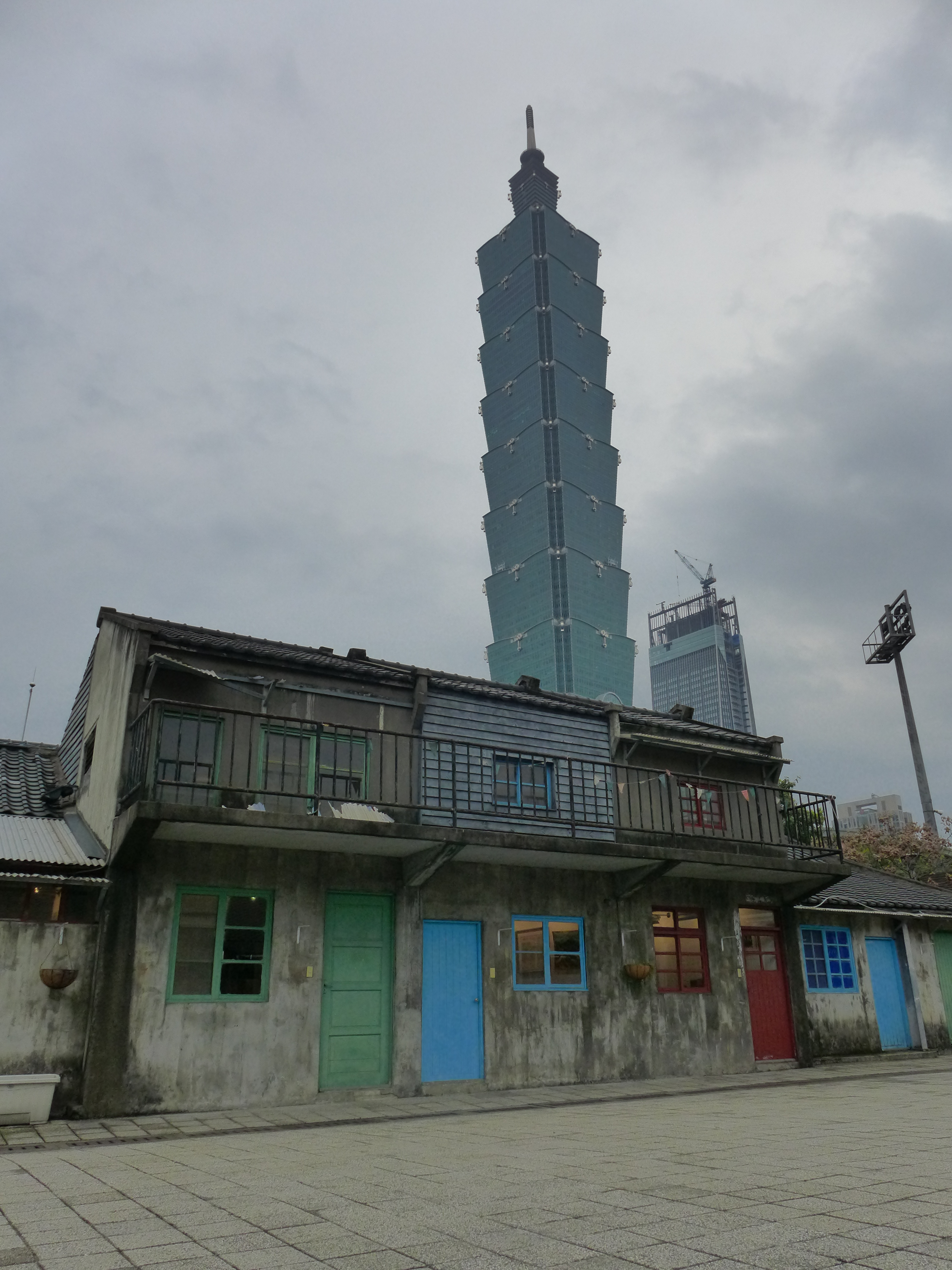
著名歷史建築四四南村，現為臺北市信義區公民會館。

### 文化資產
- 四四南村[4]
- 和興炭坑
- 糶米古道

### 公共設施
- 象山公園
- 象山親山步道
- 台北醫學大學附設醫院
- 臺北市動物保護處

### 宗教場所
- 代天殿靈雲宮
- 三張犁福佑宮
- 黃狀元廟
- 三張犁十里輪值保儀大夫
- 松仁路天主堂

### 學校
- 信義國小
- 信義國中
- 吳興國小
- 三興國小
- 台北醫學大學

## 其他
台灣日治時期曾設有三張犁區、三張犁派出所，管轄三張犁及興雅等地，現在部分以三張犁為名的設施並不在前述三張犁的範圍內，如公車站牌「三張犁」，實際上位於興雅上車層。
- 三張犁
254（北向）、282、672（南向）、承德幹線（原266路） （页面存档备份，存于）、288 （页面存档备份，存于）（（页面存档备份，存于））